# Osbornellus scalaris
Osbornellus scalaris är en insektsart som beskrevs av Van Duzee 1890. Osbornellus scalaris ingår i släktet Osbornellus och familjen dvärgstritar. Inga underarter finns listade i Catalogue of Life.